# البروتستانتية في مصر
يوجد أكثر من 300000 بروتستانتي في مصر[بحاجة لمصدر]، منهم 250 ألف عضو في الكنيسة الإنجيلية في مصر، و 75000 في الخمسينية، وينتشر مختلف البروتستانت الآخرين في طوائف أصغر. رئيس الطائفة الإنجيلية بمصر هو القس أندريه زكي إسطفانوس.

## قائمة الطوائف البروتستانتية
قائمة الطوائف البروتستانتية(مذاهب الطائفة الإنجيلية)
- الكنيسة الانجيلية في مصر
- مجمع الكنائس الرسولية (جمعيات الله) (75000 معتنق)
- مجمع كنائس نهضة القداسة (الكنيسة الميثودية المتحدة)
- مجمع كنائس الإخوة (كنيسة الإخوة البليموث)
- مجمع كنائس الإخوة المرحبون (15000 معتنق)
- جمعيات خلاص النفوس؛ بين 10,000 و 15000 عضو في مصر)[بحاجة لمصدر] في مصر[3]
- الكنيسة الخمسينية (3,775 معتنقا) خمسينية
- المؤتمر المعمداني المصري (2,250 عضوا)
- مجمع كنائس الإيمان
- مجمع كنائس النعمة الأول
- مجمع كنائس النعمة الثانى
- مجمع كنائس النعمة الرسولية
- مجمع كنائس الكرازة بالانجيل
- مجمع كنائس المثال المسيحي
- مجمع كنائس المسيح
- مجمع كنائس المعمدانية المستقلة (1400 معتنق)
- مجمع كنائس الله (1100 عضوًا)
- الطائفة المعمدانية الكتابية  (852 عضواً)[4] في مصر [5]